# Iksan
Iksan is een stad in de Zuid-Koreaanse provincie Jeollabuk-do. De stad telt 293.000 inwoners en ligt in het westen van het land.

## Partnersteden
- Culver City, Verenigde Staten

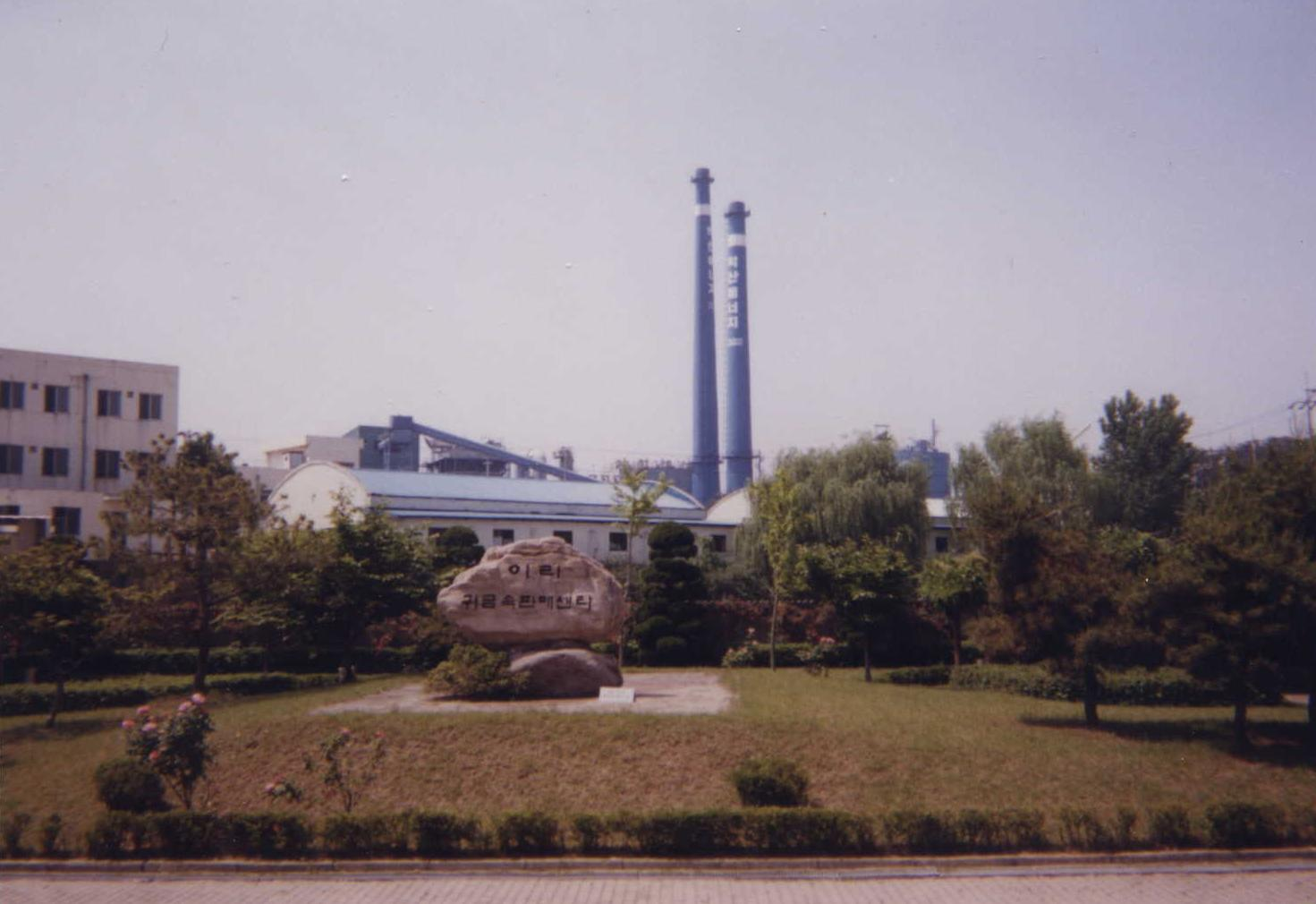
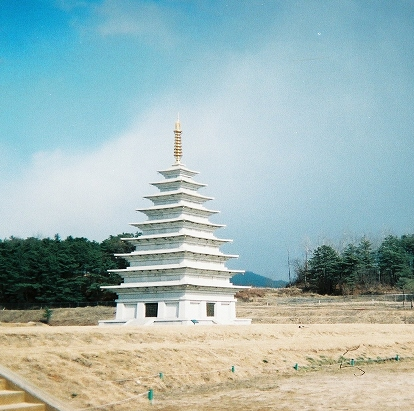
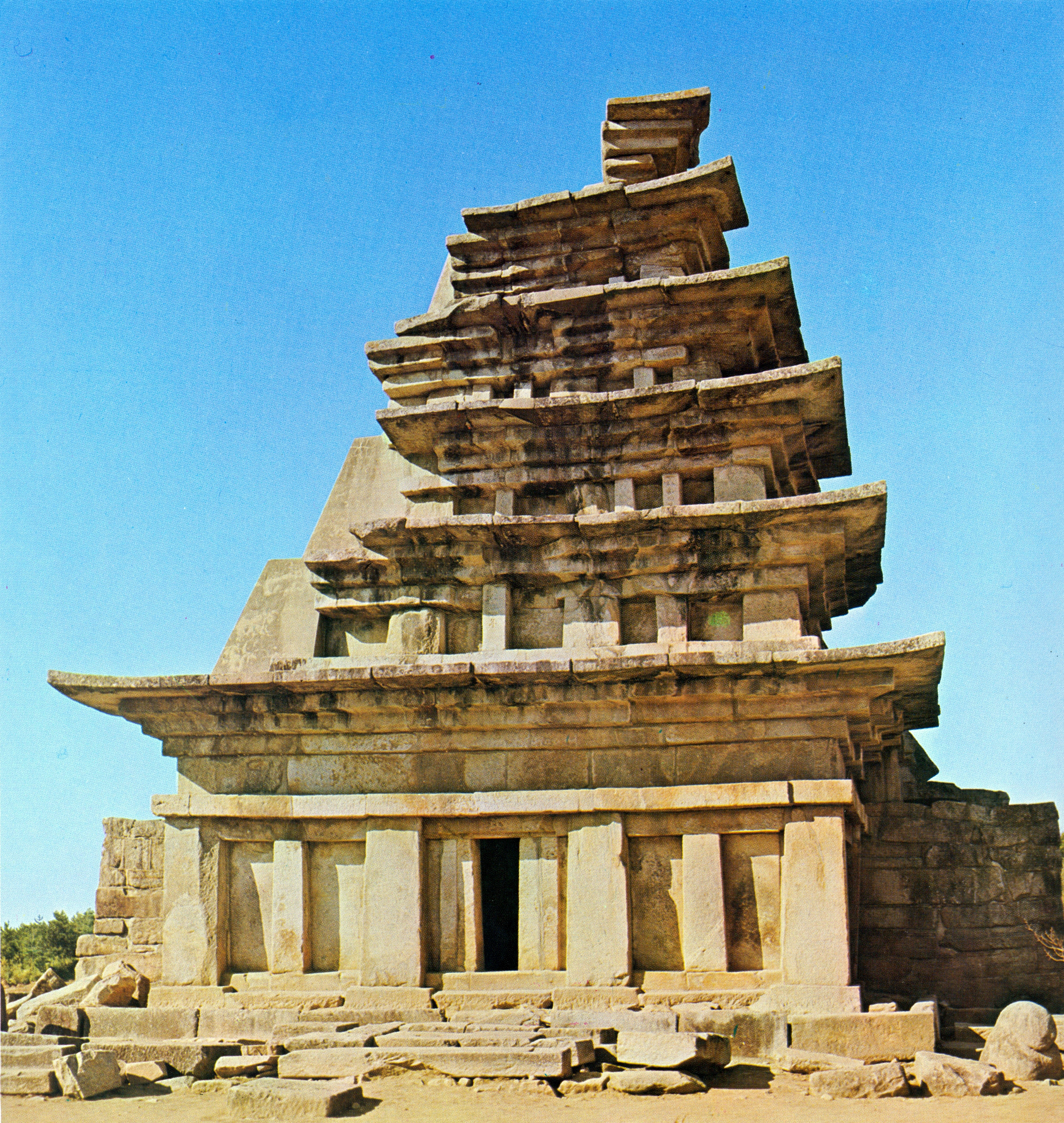
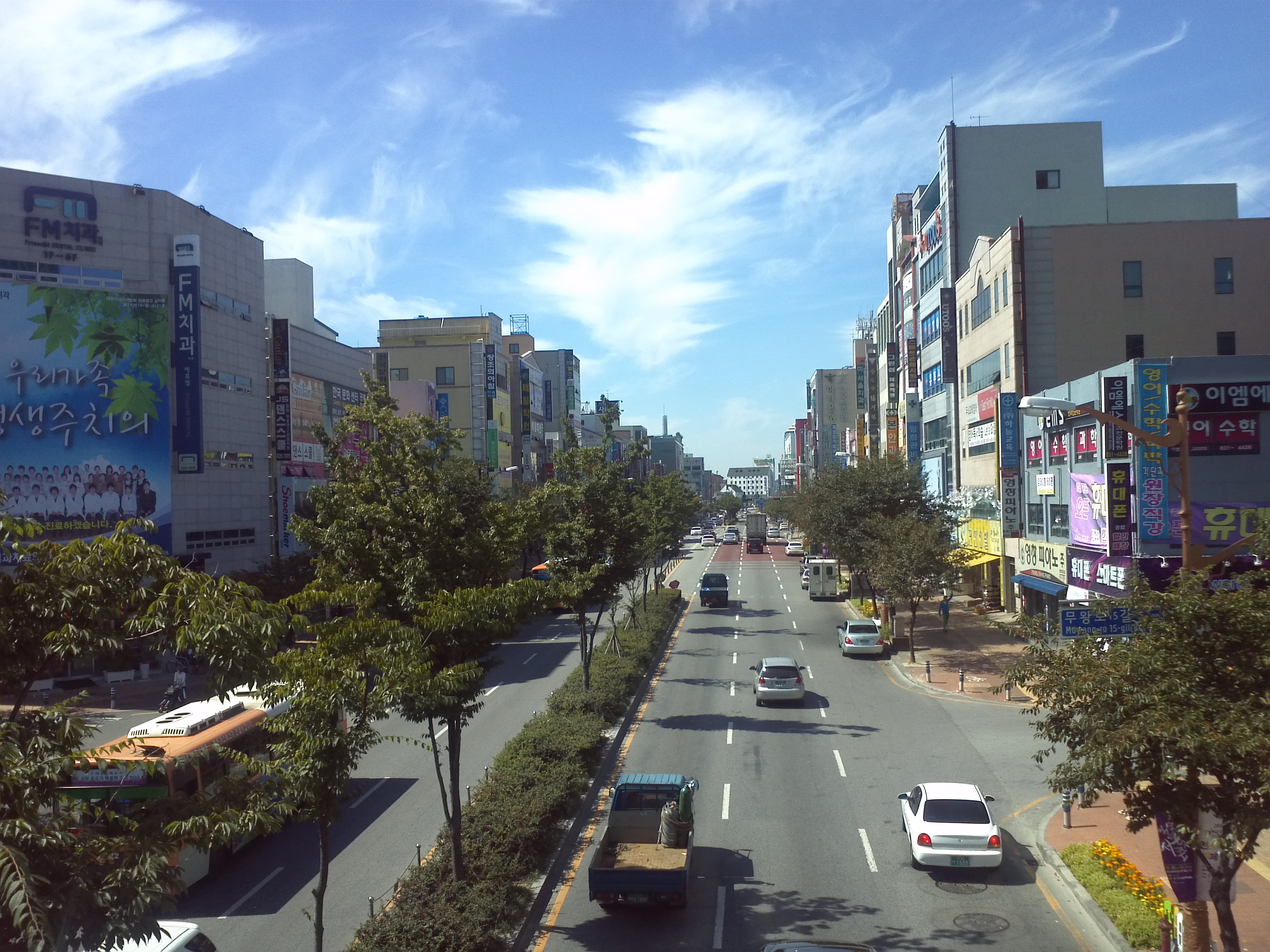

- Odense, Denemarken
- Zhenjiang, China